# Sulphur Rock
Sulphur Rock is een plaats (town) in de Amerikaanse staat Arkansas, en valt bestuurlijk gezien onder Independence County.

## Demografie
Bij de volkstelling in 2000 werd het aantal inwoners vastgesteld op 421.
In 2006 is het aantal inwoners door het United States Census Bureau geschat op 431, een stijging van 10 (2,4%).

## Geografie
Volgens het United States Census Bureau beslaat de plaats een oppervlakte van
3,3 km², geheel bestaande uit land. Sulphur Rock ligt op ongeveer 112 m boven zeeniveau.

## Plaatsen in de nabije omgeving
De onderstaande figuur toont nabijgelegen plaatsen in een straal van 24 km rond Sulphur Rock.